# Giuseppe Picciati
Giuseppe Picciati (* 30. Oktober 1868 in Piombino; † 11. März 1908 in Venedig) war ein italienischer Mathematiker und theoretischer Physiker.
Picciati erhielt 1890 seinen Laurea-Abschluss in Physik an der Universität Pisa, wo er Schüler von Vito Volterra war, und 1895 an der Universität Padua in Mathematik. Er unterrichtete an höheren Schulen in Venedig (und an der Schule für Schiffsmaschinisten). Kurz vor seinem frühzeitigen Tod gewann er den Wettbewerb für den Lehrstuhl der Mechanik an der Universität Bologna.
Er befasste sich mit theoretischer Physik und gab unter anderem eine mathematisch strenge Behandlung des elektromagnetischen Feldes induziert durch den Strom in einer Spule und den Fall einer Kugel in einer viskosen Flüssigkeit.
1909 erhielt er den Mathematik-Preis der Accademia dei XL. 